# Henri de Monantheuil
Henri de Monantheuil (o Henricus Monantholius) (Reims, 1536 – Parigi, 1606) è stato un matematico e medico francese.
Insegnò al Collège Royal dal 1573. Fu discepolo di Pietro Ramo e maestro di Jacques-Auguste de Thou.

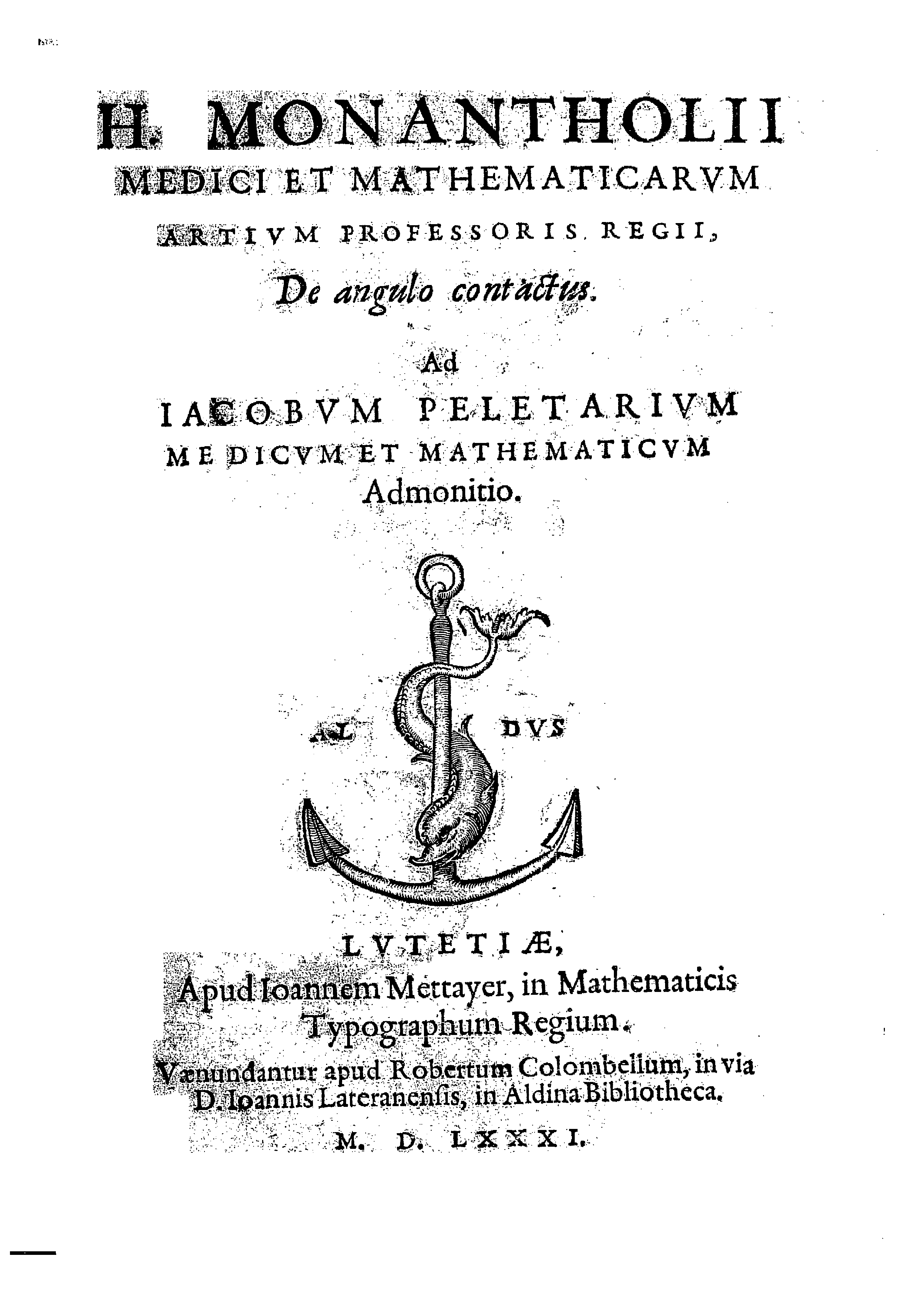
De angulo contactus, 1581

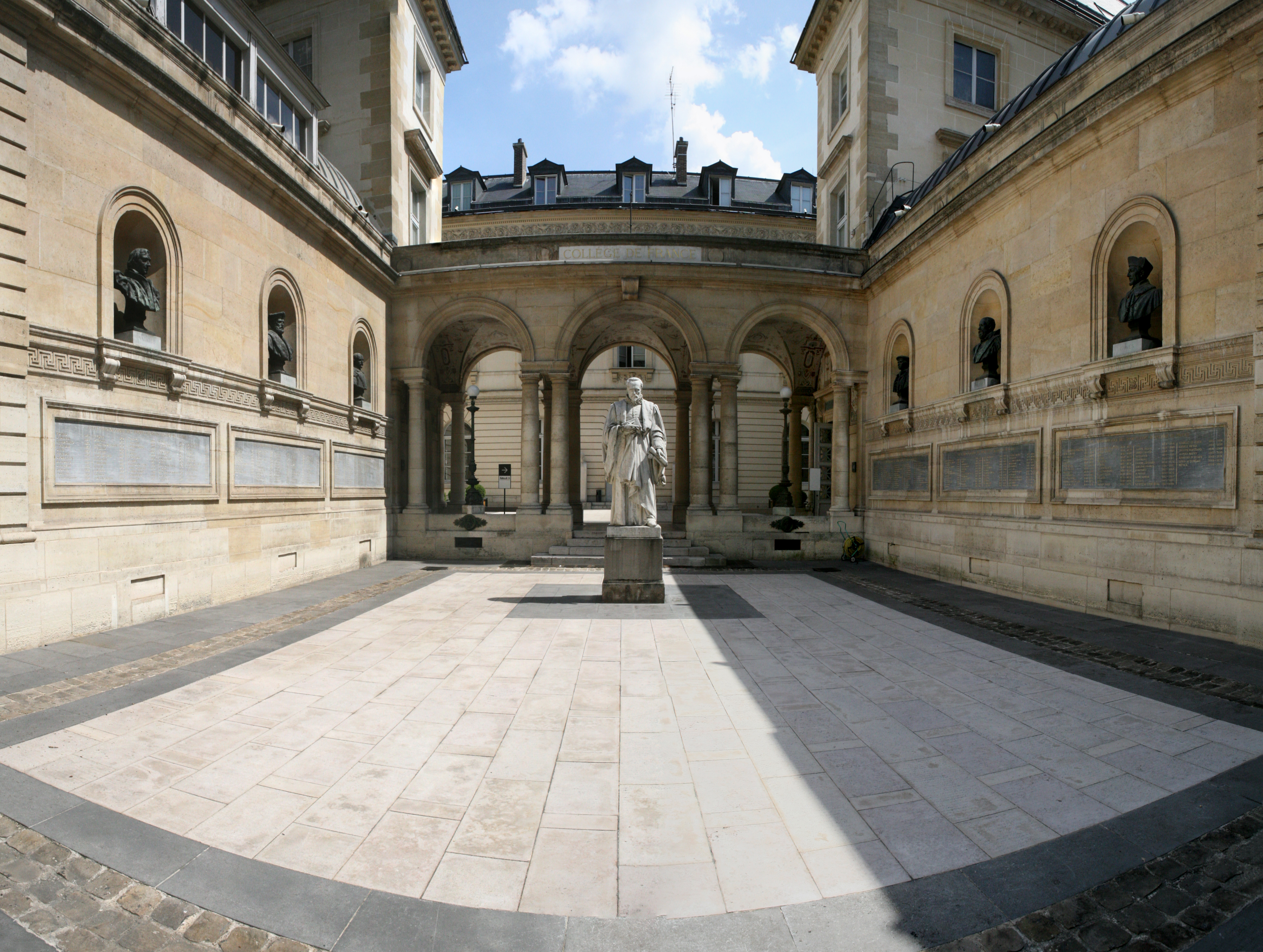
Cortile interno del Collège de France

## Biografia
Proveniente da una famiglia agiata con possedimenti a la Theuil in Piccardia, studiò all'Università di Reims e poi medicina e matematica a Parigi, sotto Pietro Ramo.
Nel 1576 Monantheuil ottenne la cattedra che fu di Oronzio Fineo e Forcadel.
Sostituì poi Claude Rousselet alla facoltà di medicina l'8 novembre 1578.
Nel 1595, pronunciò un discorso sulla riorganizzazione del collège de France. Servì presso Enrico III e IV e, con un discorso a Enrico IV di Francia, ottenne l'aumento della remunerazione dei professori reali a 100 lire.
Monantheuil diede un'immagine di dinamismo nuova per matematici reali del tempo. Si rifiutò di appoggiare l'amico Giuseppe Giusto Scaligero nella disputa contro l'umanista François Viète.
Verso la fine del secolo, i discepoli di Paracelso ottennero la fiducia del re e di Enrico II di Rohan, come Jean Ribit de la Rivière (m. 1605), Joseph du Chesne (m. 1609) e Théodore de Mayerne (m. 1655). Monantheuil si esiliò in Inghilterra e servì presso Giacomo I.
Morì nel 1606 e fu inumato della chiesa di Saint-Benoît. Gli succedette Jean Boulenger al Collège Royal.

## Opere
- (LA) De angulo contactus, Parigi, Jamet Mettayer, Robert Colombel, Biblioteca Aldina, 1581.